# Son House
Eddie James "Son" House (Riverton, 21 maart 1902 – Detroit, 19 oktober 1988) was een Amerikaans blueszanger en gitarist. Zijn muziekstijl met repetitieve ritmes, vaak gespeeld met behulp van een slide, en een zangwijze die elementen van southern gospel en negrospiritual bevatte, beïnvloedde een groot aantal muzikanten, onder wie Robert Johnson, Muddy Waters en Jack White.

## Levensloop
House werd als middelste van drie broers geboren in Riverton, niet ver van Clarksdale. Toen hij zeven of acht was scheidden zijn ouders en verhuisde hij naar Tallulah in Louisiana. De jonge Son House was vastbesloten om een baptistenpredikant te worden, en op 15-jarige leeftijd begon hij met prediken. Ondanks dat de kerk bluesmuziek en de daarbij horende cultuur als zondig beschouwde, voelde House zich aangetrokken tot deze stroming, en geïnspireerd door het werk van Willie Wilson leerde hij zichzelf gitaar spelen toen hij mid-20 was.
Na het doden van een man in 1927 of 1928, naar verluidt uit zelfverdediging, werd hij veroordeeld tot een 15-jarige gevangenisstraf, waarvan hij twee jaar uitzat. Vervolgens verhuisde hij naar Lula, waar hij Charley Patton en Willie Brown ontmoette (rond deze tijd ontmoette hij ook Robert Johnson). De drie begonnen samen te spelen tijdens lokale optredens.
In 1930 maakte House zijn eerste opnamen voor Paramount Records tijdens een sessie met Charley Patton. Deze verkochten echter slecht door de Grote Depressie. Wel bleef hij toeren met Patton en Brown, en gedurende deze tijd werkte hij ook als tractorrijder.
In 1941 werden opnamen van House door Alan Lomax opgenomen in de Library of Congress. Daarna verhuisde hij naar Rochester, waar hij werkte als portier voor de New York Central Railroad en als kok. Inmiddels was House gestopt als muzikant en in de vergetelheid gedreven toen hij in de jaren 60, gestimuleerd door de Amerikaanse folkblues-revival, werd herontdekt door het publiek. In de komende jaren nam hij verschillende studioalbums op en trok hij op diverse tournees door Amerika en Europa. In 1980 werd House opgenomen in de Blues Hall of Fame. Hij stierf in 1988 aan strottenhoofdkanker in Detroit, waar hij sinds 1976 woonde.
- Biblioteca Nacional de España: XX989960
- Bibliothèque nationale de France: cb139441157 (data)
- Gemeinsame Normdatei: 134411390
- International Standard Name Identifier: 0000 0000 5957 4544
- Library of Congress Control Number: no92005753
- MusicBrainz: 8c87dda0-be58-4e48-a3b5-2626f26364c7
- Nationale Bibliotheek van Israël: 987007349468405171
- Nederlandse Thesaurus van Auteursnamen: 074624180
- SNAC: w6hh8qzx
- Système universitaire de documentation: 087888645
- Virtual International Authority File: 7579212
- WorldCat: E39PBJgMxpw77vPG8JVqM7PPcP